# J. Wayne Littles
Jerrol Wayne Littles (né le 14 juillet 1939) est un ingénieur américain qui fut le huitième directeur du centre de vol spatial Marshall de la NASA, situé à Huntsville, en Alabama. Il a exercé ses fonctions de directeur du 3 février 1996 au 3 janvier 1998.

## Biographie

### Jeunesse et formation
Jerrol Wayne Littles est né à Moultrie, en Géorgie, en 1939.
Il est diplômé du lycée de Moultrie en 1957, puis obtient un diplôme en génie mécanique de l'Institut de technologie de Géorgie (Georgia Tech) en 1962. Durant ses études, il est membre des sociétés honorifiques Phi Eta Sigma, Pi Tau Sigma, Tau Beta Pi et Briaerean.
Il poursuit ses études avec un master en génie mécanique à l'Université de Californie du Sud (1964), puis un doctorat dans la même discipline à l'Université du Texas à Austin (1969).
En 1990, il suit également un programme avancé de management de six semaines à l'Université Harvard.

### Carrière à la NASA

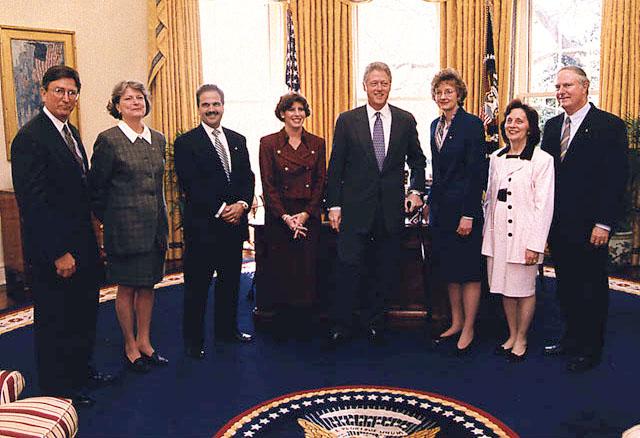
Le directeur du MSFC, Dr. J. Wayne Littles, et son épouse avec le président Bill Clinton dans le Bureau ovale de la Maison-Blanche, après la remise du Presidential Rank Award for Distinguished Service. D'autres lauréats de la NASA et leurs conjoint(e)s sont également présents.

Avant sa nomination au poste de directeur du centre, Littles a été administrateur associé de la NASA pour le Bureau des vols spatiaux (Office of Space Flight) de 1994 à 1996. Il entame sa carrière à la NASA en 1967 en tant qu'ingénieur au sein de l'ancienne direction Propulsion and Vehicle Engineering du centre Marshall. Il y occupe plusieurs postes, notamment directeur de l’ingénierie scientifique (1988–1989) puis directeur adjoint du centre (1989–1994), avant d’être transféré au siège de la NASA en 1994 en tant qu’ingénieur en chef.
Littles participe à la refonte du propulseur à poudre du Space Shuttle, mis en cause dans la catastrophe de la navette Challenger en 1986. Il témoigne également devant la Commission Rogers, chargée de l'enquête sur cet accident.
Durant ses deux années à la tête du Marshall Space Flight Center, son administration supervise notamment les missions Spacelab, les projets de sciences spatiales, le développement de lanceurs allégés alternatifs et de leurs moteurs. Il prend sa retraite de la NASA en 1998.
Littles est un membre de l’American Institute of Aeronautics and Astronautics.